# Pygommatius renudus
Pygommatius renudus är en tvåvingeart som först beskrevs av Scarbrough och Marascia 2003.  Pygommatius renudus ingår i släktet Pygommatius och familjen rovflugor. Inga underarter finns listade i Catalogue of Life.